# Centro Federal de Educação Tecnológica Celso Suckow da Fonseca
Centro Federal de Educação Tecnológica Celso Suckow da Fonseca powstał w 1917 jako Escola de Aprendizes Artífices do Rio de Janeiro w Rio de Janeiro (Brazylia).
Obecnie na uniwersytecie studiuje około 9 tys. osób.